# Life of Ryan
Life of Ryan is een Amerikaanse reality-serie op MTV die het leven volgt van skateboarder Ryan Sheckler. De titel van de show is een variatie op "Life of Ryan", dat betekent dat hij alles heeft, maar dat alles fout gaat. Elke aflevering is 30 minuten lang en volgt Sheckler, zijn familie en vrienden gedurende de vele kronkels van leven van een skateboarder en een typische puber. De meeste afleveringen zijn opgenomen in San Clemente.
Het eerste seizoen toont voornamelijk de scheiding van Shecklers ouders, zijn streven om een vriendin te vinden, zijn relaties met zijn broers en zijn streven om de Dew Action Sports Tour te winnen. Ryans doel is om op elk onderdeel eerste te worden. Dit is tot op heden nog niemand gelukt.
De serie wordt geproduceerd door Carbone Entertainment en wordt sinds 27 augustus 2007 uitgezonden op MTV. De laatste uitzending van het eerste seizoen werd bekeken door 2,3 miljoen kijkers. Op 15 oktober 2007 werd aangekondigd dat de serie zou terugkeren op 8 januari 2008 voor een tweede seizoen.

## Rolverdeling
- Ryan Sheckler, professioneel skateboarder
- Gretchen, Ryans moeder
- Randy, Ryans vader
- Shane, Ryans 17-jarige broer
- Kane, Ryans 10-jarige broer
- Tony Panici, Ryans vriend
- Casey Feitler, Ryans vriend
- Taylor Bogart, Ryans vriendin
- Mitch, Ryans vriend